# گون‌اورتا (گوله)
گون‌اورتا (به ترکی استانبولی: Günorta) یک منطقهٔ مسکونی در ترکیه است که در گوله (شهر) واقع شده‌است.